# Kanton Bracieux
Bracieux is een voormalig kanton van het Franse departement Loir-et-Cher. Het kanton maakte deel uit van het arrondissement Blois tot het op 22 maart 2015 werd opgeheven. Muides-sur-Loire werden hierop opgenomen in het op die dag gevormde kanton La Beauce, de overige gemeenten werden opgenomen in het eveneens op die dag gevormde kanton La Sologne.

## Gemeenten
Het kanton Bracieux omvatte de volgende gemeenten:
- Bauzy
- Bracieux (hoofdplaats)
- Chambord
- Crouy-sur-Cosson
- Fontaines-en-Sologne
- Huisseau-sur-Cosson
- Maslives
- Mont-près-Chambord
- Muides-sur-Loire
- Neuvy
- Saint-Dyé-sur-Loire
- Saint-Laurent-Nouan
- Tour-en-Sologne